# 计算机网络
计算机网络（英語：computer network），通常也简称網路，是指容許节点分享資源的數碼電信網絡:1-3。在電腦網絡，電腦設備會透過節點之間的連接（数据链路）互相交換數據，即收發（接收和發放）網絡資訊。傳輸媒介可分為有線及无线兩類——有線的可用到双绞线、光纖電纜等媒介:1-4；無線則可用到Wi-Fi、NFC和Bluetooth等。
用於建立、路由及终止數據傳輸的電腦網絡設備即為網絡節點。節點包括像个人电脑、电话、服务器般的主机及其他網絡硬件（如閘道器及路由器）:2-15。它們一般以網路位址作識別碼:2-15。當一個設備能夠與另一設備交換資訊時，便可視它們倆已连接成网络，不論它們是否直連:1-3。專用通信協定在大多數分層中位於其他更通用的通信協定之上。要維持網絡的可靠性，便需要有一定的網絡管理技能。
電腦網絡為海量应用程序及服務背後的基礎。比如存取互聯網、数字视频、數位音訊:4-p.21-29；共享列印機:1-3；收發電子郵件及即時通訊訊息:4-p.21-29。電腦網絡可依照传输介质、传输协议、 網絡大小、拓撲、流量控制機制、建立目的等因素區分。世界上最大的電腦網絡為互聯網:1-5。

## 歷史
電腦網絡發展的里程碑包括：
- 1950年代後期，美軍開始使用指揮系統——贤者系统，其為早期的電腦網絡。
- 1959年，托利·伊万诺维奇·基洛夫向苏联共产党中央委员会提出一個詳細的計劃——其目標是建立全國性的網絡中心OGAS，以重整對蘇聯武裝力量及經濟的控制[4]。
- 1959年，贝尔实验室的穆罕默德·阿塔拉及姜大元成功研發出金屬氧化物半導體場效電晶體[5]。它於後來成為了電腦網絡建設的基礎元件[6][7][8][9][10][11]，比如收发器、基站組件、路由器、射頻功率放大器（英语：RF power amplifier）[12]、微处理器、記憶體晶片、電信電路（英语：telecommunication circuit）[13]。
- 1960年，商業航空預訂系統——SABRE上線，其連接了兩台大型计算机。
- 1963年，J·C·R·利克萊德（英语：J. C. R. Licklider）向他的同事發送了一份備忘錄，於當中探討「星系间计算网络」這一概念，即可用於一般用戶通訊的電腦網絡。
- 1964年，达特茅斯学院的研究者開發出达特茅斯分时系统（英语：Dartmouth Time Sharing System），以使大型電腦系統的用戶分流。同年麻省理工学院的一隊研究團隊在得到贝尔实验室及通用电气的支持下，成功以一台電腦來路由及管理電話連接。
- 在1960年代間，保羅·巴蘭及唐納德·戴維斯（英语：Donald Davies）各自提出了分组交换的概念，以把資訊透過網絡在電腦之間傳輸。戴維斯率先把NPL網絡（英语：NPL network）的概念在現實中實現。它是一個位於英国国家物理实验室，線路速度為768kbit/s的局域网[14][15][16]。
- 1965年，西方電器（英语：Western Electric）向市面推出了第一個得到廣泛應用的電話交換機，其由電腦所控制。
- 1966年，托馬斯·馬里爾及勞倫斯·羅伯茨發表了一篇論文，其內容有關一個用於電腦分时的試驗性广域网[17]。
- 1969年，ARPANET的首四個節點經已用電路連接，其速度為50kbit/s，在加利福尼亚大学洛杉矶分校、斯坦福大學研究中心、加利福尼亞大學聖塔芭芭拉分校、犹他大学這四個地點之間建立網絡[18]。在分组交换網絡的理論中做出許多傑出貢獻的伦纳德·克莱因罗克協助了ARPANET的研發[19][20]。1970年代後期，他與其學生法魯克·卡莫恩（英语：Farouk Kamoun）針對分层路由（英语：hierarchical routing）的理論性研究對當下互聯網的實際運行仍有一定重要性。
- 1972年，使用X.25的商業服務經已投入運作，其於後來成為了TCP/IP網絡的基礎。
- 1973年，法國的CYCLADES（英语：CYCLADES）網絡為第一個使主機可靠地傳遞數據的網絡[21]。
- 1974年，文頓·瑟夫等人寫出了首個TCP的規格RFC 675（Internet傳輸控制程序的規範），他們在當中首次把「Internet」視作互聯網絡的簡寫[22]。
- 1976年，Datapoint Corporation的約翰·墨菲開發了ARCNET，第一個用於共享儲存設備的令牌傳遞網絡。
- 1977年，GTE開發了首個遙距光纖網絡。
- 1977年，羅伯特·梅特卡夫和尤根·達拉爾開發出施乐網路系統（英语：Xerox Network Systems）[23]。
- 1979年，羅伯特·梅特卡夫致力使以太網成為開放標準[24]。
- 1980年，羅恩·克蘭等人開發出一種新的以太网協定，使其速度從2.94Mbit/s升級至10Mbit/s[25][26]。
- 1995年，以太网的傳輸速度從10Mbit/s升至100Mbit/s。從1998年起， 以太网支援1Gb/s的傳輸速度。以太網的可擴展性是其得以繼續應用的重要因素[24]。

## 應用
電腦網絡有著不同的應用，包括分享應用程式:1-3、瀏覽新聞、收發電子郵件、傳遞即時訊息、撥接網絡電話、影音分享:4-p.21-29。用戶可透過網絡共用週邊裝置，例如共用網絡印表機:1-3。用戶亦可透過網絡分享檔案給同一網絡上的其他電腦:1-6。
攻擊者可利用網絡散播電腦病毒或蠕蟲至網絡上的其他節點:16-p.7-8，或實行阻斷服務攻擊，佔據網絡的頻寬:16-p.7-8。

## IP封包
由於網路的最大傳輸單位會因技術而異，故在過程中IP封包可能需要切割成較小的封包，然後在目的地重組:9-3:7-6。此一方式的傳輸效率高，但也容易發生壅塞:6-6。
IP封包分為兩部分：表頭及承載資料:7-6。表頭包含了目的及來源位址、上層協定、存活時間等資訊:7-7。

## 网络拓扑

常見的网络拓扑

网络拓扑是网络的幾何形狀分類:1-18。除了影響网络的容錯度、管理方式、資訊如何流通外，它還會影響網絡的可靠性和架設成本，比如匯流排拓撲較容易發生單點失敗:4-15、16:1-19。一般而言線路愈多愈可靠，但相對地佈線成本亦會提升:1-23。
常見的网络拓扑有：
- 匯流排拓撲：所有節點共享一個介質，以此連接其他節點[3]:1-18、19。早期的以太网10BASE5及10BASE2會應用此一拓撲[1]:4-15。
- 星狀拓撲：所有節點集中連接至一個特殊的裝置，例如交換器、集線器[1]:4-15[3]:1-20。
- 環狀拓撲：所有節點以形成一個環狀的方式連接，節點間需以順序的方式傳送資訊。應用此一拓撲的有IBM Token Ring、IEEE 802.5 Token Ring。[1]:4-17[3]:1-22
- 網狀拓撲：所有節點連接至一個以上的節點[1]:4-20。
- 樹狀拓撲：所有節點一層一層地以分支形式連接[1]:4-20。
- 混合式拓撲：將上述拓撲混合使用[1]:4-21。在佈置網絡時，一般會混合多種拓撲[3]:1-24。

### 覆盖网络

一個覆盖网络的例子

覆盖网络是指建立在其他網絡之上的網絡。覆盖网络内的節點會透過虛擬或邏輯鏈路連接。每個鏈路對應於基礎網絡中一條或多條的路徑。覆蓋網絡的拓撲一般會跟基礎網絡的不同。比如很多對等網路皆屬覆盖网络。對等網路內的節點運行在互聯網之上，並組織成一個虛擬鏈接系統。
早期互聯網本身就是覆盖网络的一個例子。它建立在電話網絡之上。

## 網絡連接
傳輸媒介是指傳送資料時所用到的媒體介質:4-3，其包括電纜、光纖、電磁波:2-23:182-183。它們屬OSI模型的第一層（實體層）及第二層（資料鏈結層）:2-20、4-2。
以太网是局域网的主流傳輸媒介技術:5-1。以太网的標準行業規格為IEEE 802.3:3-11。以太网可以銅線或光纖電纜傳輸數據:3-15。无线局域网則一般會以無線電作傳輸媒介:8-5，不過也有以紅外線作傳輸媒介的:7-7。電力線網絡以既有電力線來傳輸數據。

### 有線技術
计算机网络會用到的有線技術如下：

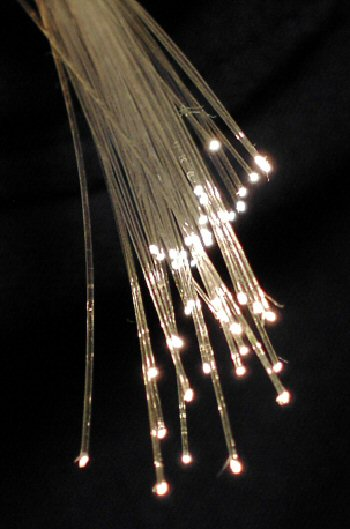
光纖可用於從一個節點傳遞光線至另一個節點

- 同轴电缆是一種廣泛應用於有線電視系統及早期局域网的傳輸媒介[3]:2-20[28]:183。以標準10Base2及10Base5來計，其最高速度為10Mbps[28]:183。
- 國際電信聯盟電信標準化部門的G.hn技術能利用既有的家庭佈線（同軸電纜、電話線、電源線）來架設高速的局域网[30]。
- 双绞线是一種得到廣泛應用的傳輸媒介[1]:4-5[3]:2-20。它一般由四對銅線所組成[1]:4-9[28]:184，並可用於傳輸語音及數據[1]:4-6。雙線纏繞的目的在於減少串扰及雜音的情況[1]:4-4[28]:184。其速度從2Mbps到40Gbps不等[1]:4-6[31]。双绞线可分為兩類—— 遮蔽式雙紐線及無遮蔽式雙紐線[3]:2-p.20-21。

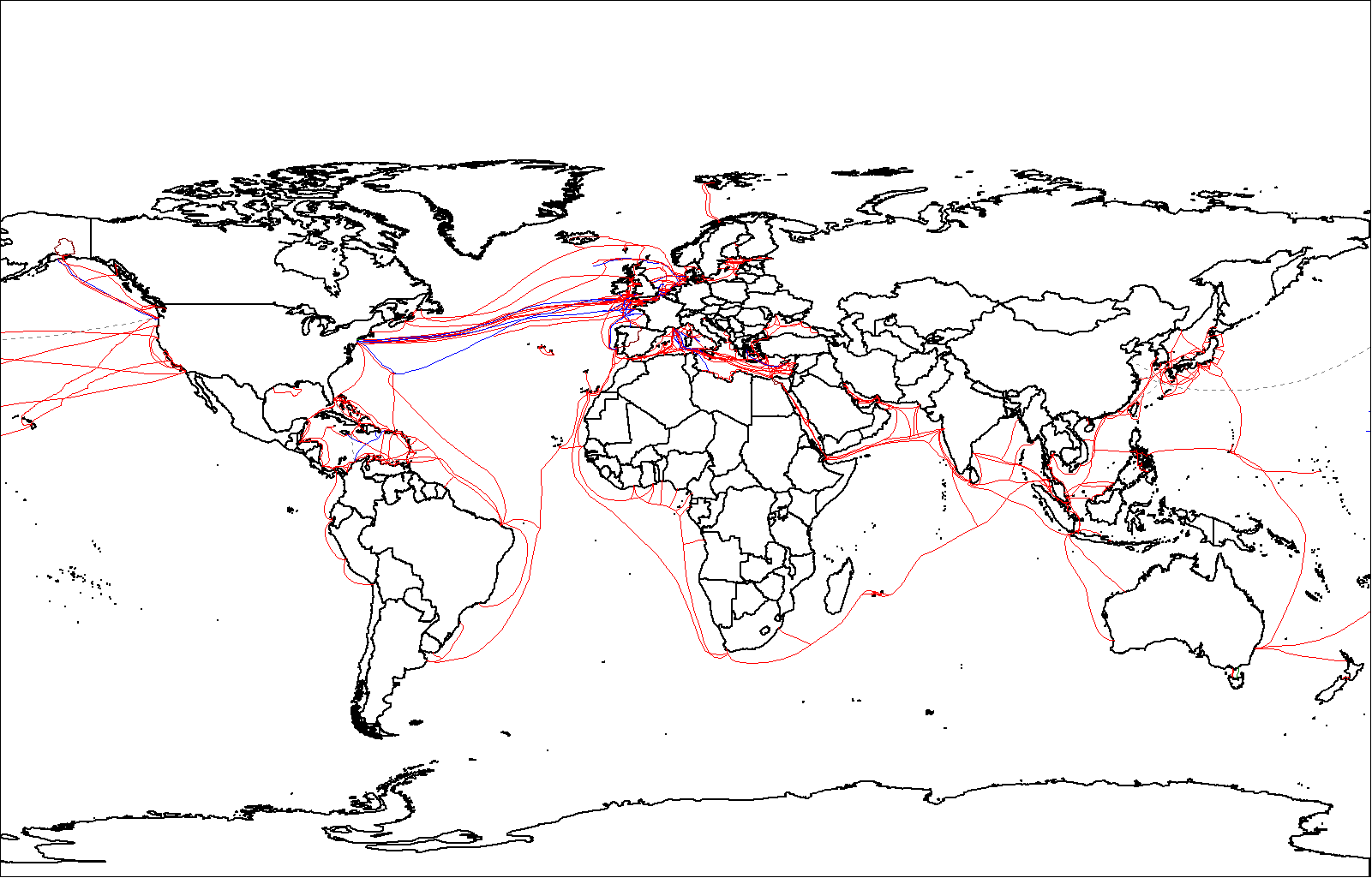
顯示世上海底光織電纜分佈的地圖（以2007年的數據來計）

- 光纖是一種玻璃纖維或塑膠[3]:2-23。其以光為傳遞的介質[1]:4-13。它的好處為速度快、信號難以衰減[1]:4-13。其傳輸速度可超過2Gbps[3]:2-23；AT&T曾製作一條速度為400Gbps，橫跨12.07008公里的光纖电缆[28]:186。其可在保有很高的數據傳輸率的情況下，擁有很遠的傳輸距離[1]:4-14，因此可用於作為海底電纜的傳輸媒介。光纖大致分為兩種——單模光纖與多模光纖。單模光纖適合長距離傳輸（數十至一百公里）；多模光纖相對較便宜，但其傳輸距離僅限於幾百米的距離，甚至只有幾十米[32]。

### 無線技術
利用無線電等電子通信手段也可連接至網絡。

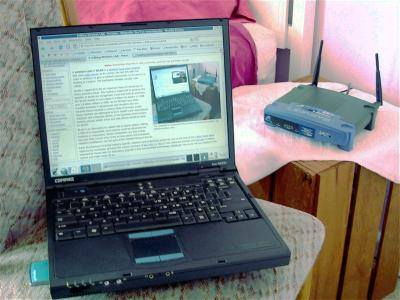
電腦經常透過無線鏈路連接至網絡

- 陸上微波通訊會以地上發送站來把微波傳送至類似衛星的天線接收器。陸上微波的頻譜在千兆赫以內——因此所有通信限制在無阻礙的情況下才能順利進行[1]:7-5。基站最高可分開約40公里。
- 通訊衛星通訊亦會透過微波來實現通訊。該些衛星位於太空，一般距離地球地面約36000公里。其可傳送語音、GPS、視像等資訊[1]:7-5。
- 蜂窝网络利用了好幾種的無線電通訊技術。該網絡以蜂巢狀的形式規劃，每一個區域的中心為一個基地台。[3]:6-p.2-3
- 無線電與扩频技術——利用了功率較低的無線電技術的无线局域网。使用了擴頻技術的无线局域网可使之間距離不遠的設備互相溝通。IEEE 802.11定義了一種十分盛行的無線電技術的開放式標準——Wi-Fi[3]:6-p.2-7。
- 自由空間光通信以可見光或不可見光來作通訊[33]。

### 其他特別的技術
- 以鸟类为载体的网际协议原是一個帶幽默色彩的愚人節請求意見稿，其以RFC 1149的名義發佈。到了2001年，它在現實中得以實現[34]。
- 星际互联网——以無線電波將互聯網擴展至星际[35]。

## 網絡節點
除了物理傳輸介質之外，要建立一個網絡還需要一些相關設備，比如网卡、中继器、集線器、橋接器、網路交換器、路由器、调制解调器、防火墙:4-p.21-33:12-p.22-25、15-20。

### 網絡介面

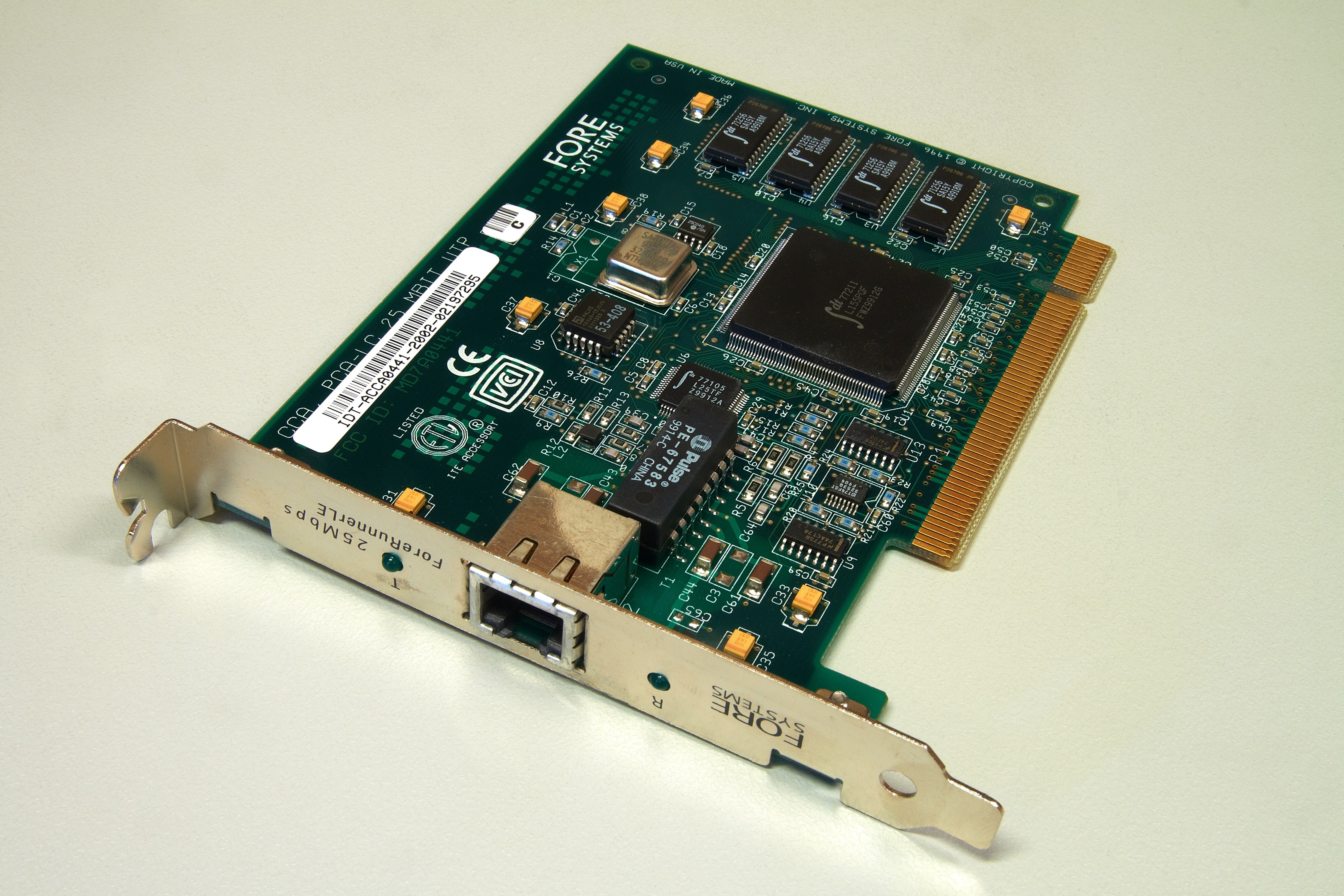
一張連接著ATM端口的网卡。

网卡是電腦硬件的一種，它使得電腦能夠存取傳輸媒介上的資料:4-21。網卡可能會有連接適當線材的接口，擁有接收無線訊號的接收器。兩者皆會配合適合的電路板。:4-22、7-10
网卡會依據網絡地址來決定是否對流量回應。在以太网中，裝置所安裝的每一片网卡都擁有一個獨一無二的MAC地址。為了避免网卡之間的地址有所衝突，电气电子工程师学会及廠商會共同確保网卡的地址為獨一無二的。一個以太网MAC地址的長度有6Bytes。前3Bytes為廠商向學會登記而得來。後3Bytes則為廠商自行賦予。:3-12

### 中继器及集線器
中继器是用於增強訊號的網絡設備:202。這一設備可使因距離問題而出現衰減的訊號再生，令其能傳送得更遠:12-23。對於大多雙紐線而言，若總長度超過100米，便需要安放一台中继器:202。光纖則要有幾公里的總長度才需安放一台:4-13。
擁有多個端口的中继器即為集線器:202。在OSI模型中，集線器為第一層設備:4-24。「5-4-3」規則是指在10Mbps以太網中，網絡不能有超過5個區段的總長度，最多使用4個集線器，最多以3個區段連接電腦:4-25。
由於交換器的功能相對較佳，價格亦相近，故上述兩者皆已被交換器所取代:4-26:12-23。

### 橋接器
橋接器連接兩個獨立的网段及過濾之間的流量，它在OSI模型的數據鏈路層中運作:12-24。它可分割網絡的碰撞域，但同時仍會進行群播:203-204。 分割網絡的碰撞域能增加網絡的效率:3-8。
橋接器有三大類：
- 局域橋接器——直接連接不同的局域網[37]。
- 遠程橋接器——連接在不同區域的局域網[37]。
- 無線橋接器——連接兩個或多個有線局域網[38]。

### 交換器
交換器是一種依據MAC地址，來在端口之間轉發和過濾数据链路层的帧的設備。交換器僅將幀轉發到通訊所涉及的物理端口，與只進行群播的集線器不同。可視它為擁有多個端口的橋接器。它透過進入物理端口的幀來學習來源的MAC地址:207。若交換器不能從MAC表中找到與幀對應的MAC地址，它就會把幀群播:247。

### 路由器

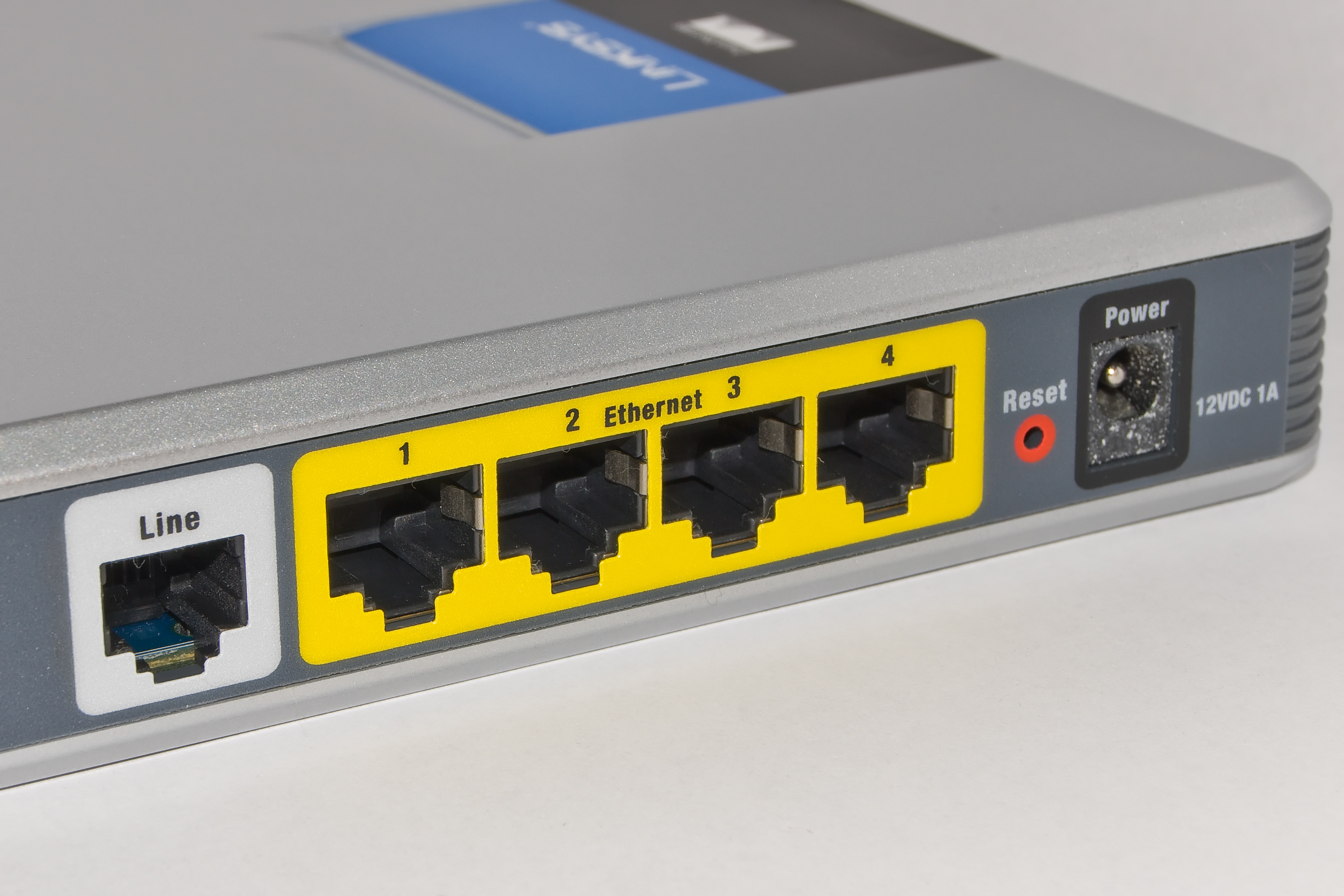
一個家用或小型辦公室用的路由器，圖中可見它有ADSL電話線及以太網端

路由器是一款互連網絡設備，兼具了中繼器、橋接器、集線器的功能:12-25。其依照封包內的訊息及路由表中的資訊來選擇封包傳遞的路徑:209。它必須擁有IP地址才可正常運作:12-25。

### 调制解调器
调制解调器把節點的訊號轉換成其他非專用線路能夠傳送的訊號。當中載波混入數碼訊號調變，成為模擬信號，以便其他非專用線路攜載。早期的電話線撥接網絡需搭配调制解调器使用。:4-31

### 防火牆
防火牆是一種控制網絡安全和訪問規則的網絡系統:15-p.20-21。它按特定規則來充許或阻止資料通過:16-14。

## 分类
计算机网络除了可以按照右方的覆盖范围分类之外计算机网络应用可按照不同节点之间的功能关系分为：
- 客户－服务器参看B/S模式和C/S模式
- 多层结构
- 对等参看P2P模式

## 网络基础理论
- 服务质量
- 网络拥塞
- 网络恢复能力

## 网络协议
存在多种不同的网络协议，传输媒介由此也构成多种不同的计算机网络
- ARCNET
- DECNET
- 以太网
- IPSEC
- Appletalk
- TCP/IP协议栈
  - 传输控制协议
  - 互联网通讯协议
- 令牌环
- IPX
- 光纤传输数据接口
- HIPPI[41]
- Myrinet
- 异步传输模式
- RS-232
- IEEE-488
- USB
- IEEE 1394
- X.25
- 帧中继
- 蓝牙
- ZigBee
- IEEE 802.11
- 系统网络结构

## 相关的机构与厂商
- 机构
  - 美国国家标准组织ANSI
  - 电子工业联盟EIA
  - 电子和电气工程师协会IEEE
  - 国际标准化组织ISO
- 厂商
  - CISCO
  - HP
  - 中兴通讯
  - 华为
  - 锐捷
  - IBM
  - 北电网络
  - 港湾
  - D-Link
  - TP-Link

### 引用
1. 1 2 3 4 5 6 7 8 9 10 11 12 13 14 15 16 17 18 19 20 21 22 23 24 25 26 27 28 29 30 31 32 33 34 35 36 37 38 39 40 41 42 43  陳湘揚. . 博碩文化股份有限公司. 2013. ISBN 978-986-201-686-2.
2. ↑  ,   [2011-11-12], （原始内容存档于2012-01-21）
3. 1 2 3 4 5 6 7 8 9 10 11 12 13 14 15 16 17 18 19 20 21 22 23 24 25 26 27  施威銘研究室.  第15版. 旗標科技股份有限公司. 2017. ISBN 978-986-312-456-6.
4. ↑   [The story of how a cybernetics pioneer became unnecessary to the USSR]. ria.ru. МИА «Россия сегодня». 2010-08-09  [2015-03-04]. （原始内容存档于2015-04-02） （俄语）. Главным делом жизни Китова, увы, не доведенным до практического воплощения, можно считать разработку плана создания компьютерной сети (Единой государственной сети вычислительных центров – ЕГСВЦ) для управления народным хозяйством и одновременно для решения военных задач. Этот план Анатолий Иванович предложил сразу в высшую инстанцию, направив в январе 1959 года письмо генсеку КПСС Никите Хрущеву. Не получив ответа (хотя начинание на словах было поддержано в различных кругах), осенью того же года он заново направляет на самый верх письмо, приложив к нему 200-страничный детальный проект, получивший название 'Красной книги'. [One can regard the magnum opus of Kitov's career as his elaboration of the plan – unfortunately never brought into practical form – for the establishment of a computer network (the Unified State Network of Computer Centres – EGSVTs) for the control of the national economy and simultaneously for the resolution of military tasks. Anatolii Ivanovich presented this plan directly to the highest levels, sending a letter in January 1959 to the General Secretary of the Communist Party of the Soviet Union Nikita Khrushchev. Not receiving a reply (although supported in various circles), in the autumn of the same year he again sent a letter to the very top, appending a 200-page detailed project plan, called the 'Red Book']
5. ↑  . The Silicon Engine (Computer History Museum).   [2019-11-18]. （原始内容存档于2019-10-27）.
6. ↑  . YouTube. Computer History Museum. 6 August 2010  [21 July 2019]. （原始内容存档于2020-02-15）.
7. ↑  Raymer, Michael G. . CRC Press. 2009: 365  [2019-11-18]. ISBN 9781439803127. （原始内容存档于2020-07-24）.
8. ↑  . ScienceDirect.   [8 August 2019]. （原始内容存档于2019-08-08）.
9. ↑  Fossum, Jerry G.; Trivedi, Vishal P. . Cambridge University Press. 2013: vii  [2019-11-18]. ISBN 9781107434493. （原始内容存档于2020-03-03）.
10. ↑  Omura, Yasuhisa; Mallik, Abhijit; Matsuo, Naoto. . John Wiley & Sons. 2017: 53  [2019-11-18]. ISBN 9781119107354. （原始内容存档于2019-12-27）.
11. ↑  Whiteley, Carol; McLaughlin, John Robert. . Institute for the History of Technology. 2002  [2019-11-18]. ISBN 9780964921719. （原始内容存档于2019-12-23）. These active electronic components, or power semiconductor products, from Siliconix are used to switch and convert power in a wide range of systems, from portable information appliances to the communications infrastructure that enable the Internet. The company's power MOSFETs — tiny solid-state switches, or metal oxide semiconductor field-effect transistors — and power integrated circuits are widely used in cell phones and notebook computers to manage battery power efficiently
12. ↑  Asif, Saad. . CRC Press. 2018: 128–134  [2019-11-18]. ISBN 9780429881343. （原始内容存档于2019-12-19）.
13. ↑  Colinge, Jean-Pierre; Greer, James C. . Cambridge University Press. 2016: 2  [2019-11-18]. ISBN 9781107052406. （原始内容存档于2020-03-17）.
14. ↑  Isaacson, Walter. . Simon and Schuster. 2014: 237–246  [2019-11-18]. （原始内容存档于2020-01-07）.
15. ↑  . National Inventors Hall of Fame.   [6 September 2017]. （原始内容存档于2017-09-06）.
16. ↑  . National Inventors Hall of Fame.   [6 September 2017]. （原始内容存档于2017-09-06）.
17. ↑  Roberts, Larry; Marrill, Tom. . Fall AFIPS Conference. October 1966  [2017-09-10]. （原始内容存档于2002-04-01）.
18. ↑  Chris Sutton. . UCLA.   [2019-11-18]. （原始内容存档于2008-03-08）.
19. ↑  Gillies, James; Cailliau, Robert. . Oxford University Press. 2000: 25  [2019-11-18]. ISBN 0192862073. （原始内容存档于2020-01-12）.
20. ↑  C. Hempstead; W. Worthington. . Routledge. 2005  [2019-11-18]. （原始内容存档于2020-01-12）.
21. ↑  Bennett, Richard.  (PDF). Information Technology and Innovation Foundation: 11. September 2009  [11 September 2017]. （原始内容 (PDF)存档于2019-08-29）.
22. ↑  Cerf, Vinton; Dalal, Yogen; Sunshine, Carl (December 1974), RFC 675, Specification of Internet Transmission Control Protocol
23. ↑  Pelkey, James L. . . 2007  [5 September 2019]. （原始内容存档于2019-09-05）.
24. 1 2  Spurgeon, Charles E. . O'Reilly & Associates. 2000. ISBN 1-56592-660-9.
25. ↑  . www.wband.com. WideBand Products.   [2018-04-09]. （原始内容存档于2018-04-10） （美国英语）.
26. ↑  Pelkey, James L. . . 2007  [5 September 2019]. （原始内容存档于2019-09-05）.
27. 1 2  D. Andersen; H. Balakrishnan; M. Kaashoek; R. Morris, , Association for Computing Machinery, October 2001  [2011-11-12], （原始内容存档于2011-11-24）
28. 1 2 3 4 5 6 7 8 9 10 11 12 13  McMillan, Troy.  Second. John Wiley & Son. 2015. ISBN 978-1-119-09215-5.
29. ↑  Lampe, Lutz; Tonello, Andrea M; Swart, Theo G (编). . . John Wiley & Sons. 2016. ISBN 9781118676776.
30. ↑  HomeGrid Forum Webinar: In-Stat's Perspective on Integrated, Segregated & Next-Generation Wired In-Home Networks[永久]
31. ↑  . IEEE 802.3.   [2019-11-28]. （原始内容存档于2020-08-20）.
32. ↑  Meyers, Mike.  5th. New York: McGraw-Hill. 2012. ISBN 9780071789226. OCLC 748332969.
33. ↑  Yu, Jianjun; Li, Xinying; Zhang, Junwen. . World Scientific Publishing Company. 2018. ISBN 9789813233997.
34. ↑  . Blug.linux.no.   [2014-03-01]. （原始内容存档于2014-02-15）.
35. ↑  A. Hooke,  (PDF), Third Annual International Symposium on Advanced Radio Technologies, September 2000  [2011-11-12], （原始内容存档 (PDF)于2012-01-13）
36. 1 2 3 4 5 6 7  吳燦銘; 洪一新; 許瑞珍. . 上奇資訊股份有限公司. 2012. ISBN 978-986-2571-74-3.
37. 1 2  Cisco Systems. . Cisco Press. 2004: 67. ISBN 9781587051197.
38. ↑  Bartz, Robert J. . John Wiley & Sons. 2010: 42. ISBN 9780470612743.
39. ↑  . webopedia.   [April 8, 2008]. （原始内容存档于2020-01-19）.
40. ↑  Bradley Mitchell. . About.com.   [2019-11-29]. （原始内容存档于2012-04-20）.
41. ↑  .   [2010-08-30]. （原始内容存档于2007-01-01）.